# Římskokatolická farnost Bojkovice
Římskokatolická farnost Bojkovice je územní společenství římských katolíků v děkanátu Uherský Brod s farním kostelem svatého Vavřince.

## Historie farnosti
Roku 1408 měly Bojkovice svého kněze Mikuláše. Tehdejší kostel sv. Jiří stával o několik metrů výše než dnešní kostel sv. Vavřince. Současný farní kostel byl postaven v polovině 17. století.

## Duchovní správci
Přehled duchovních správců je známý od l7. století. Od roku 2005 je farářem R. D. Mgr. Jiří Změlík.

## Bohoslužby
Ve farnosti se konají pravidelně bohoslužby ve farním kostele – v neděli i ve všední dny.

## Aktivity farnosti
Farnost se pravidelně zapojuje do projektu Noc kostelů..